# Thomas Littleton (2e baronnet)
Thomas Littleton, 2e baronnet (c. 1621-14 avril 1681) est un homme politique anglais de la famille élargie Littleton / Lyttelton qui siège à la Chambre des communes entre 1640 et 1681.

## Biographie
Il est le fils de Adam Littleton, 1er baronnet de Stoke St. Milborough, Shropshire et de son épouse Audrey Poyntz, fille de Thomas Poyntz. Il étudie au Jesus College d'Oxford, mais n'obtient pas de diplôme.
Il est élu député de la circonscription de Wenlock en avril 1640 pour le Court Parlement et est réélu pour cette même circonscription en novembre 1640 pour le Long Parlement. En tant que royaliste, il est empêché de siéger en 1644, durant la guerre civile. Il hérite du titre de baronnet à la mort de son père en 1647. En 1652, il vend le domaine de Stoke St. Milborough à Henry Bernard .
Après la Restauration, il siège de nouveau pour Wenlock au Parlement cavalier de 1661 à 1679. Il est ensuite élu député d'East Grinstead en 1679 et député de Yarmouth (île de Wight) en 1681, un mois avant sa mort.
En octobre 1637, il épouse sa cousine Anne, fille d'Edward Littleton (1er baron Lyttelton). Leur fils et héritier, Thomas Littleton (3e baronnet), devient président de la Chambre des communes britannique.